# Eremobelba curtipetata
Eremobelba curtipetata är en kvalsterart som beskrevs av Wen 1996. Eremobelba curtipetata ingår i släktet Eremobelba och familjen Eremobelbidae. Inga underarter finns listade i Catalogue of Life.